# Divion
Divion est une commune française située dans le département du Pas-de-Calais en région Hauts-de-France. Ses habitants sont appelés les Divionnais. La commune est membre de la communauté d'agglomération de Béthune-Bruay, Artois-Lys Romane.
La Compagnie des mines de Bruay y a installé sa fosse no 5 - 5 bis et son puits d'aérage no 5 ter, la Compagnie des mines de La Clarence sa fosse no 1 - 1 bis, dont le puits no 1, de 1 186 mètres, est le plus profond du bassin minier du Nord-Pas-de-Calais. Depuis 2012, la valeur universelle et historique du bassin minier du Nord-Pas-de-Calais est reconnue et inscrite sur la liste du patrimoine mondial de l’UNESCO, parmi les 353 sites du bassin minier inscrits au patrimoine mondial de l’UNESCO, un site se trouve dans la commune.

## Géographie

### Localisation
Localisée dans le sud-est du département du Pas-de-Calais, Divion est une commune de la vallée de la Lawe située, à vol d'oiseau, à 11 km au sud-ouest de la commune de Saint et à 11 km au sud-ouest de la commune de Béthune (chef-lieu d'arrondissement.
Le territoire de la commune est limitrophe de ceux de six communes.
Les communes limitrophes sont Bruay-la-Buissière, Ourton, Beugin, Calonne-Ricouart, Camblain-Châtelain et Houdain.

### Géologie et relief
La superficie de la commune est de 10,96 km2 ; son altitude varie de 37  à   138 m.
On distingue dans la commune (également visible sur la carte géologique) quelques affleurements tertiaires, comme aussi dans la proche région à Aumerval, Burbure, Bourecq, Fléchin. Ces affleurements du cénozoïques peuvent abriter une flore originale.

### Hydrographie
Le territoire de la commune est situé dans le bassin Artois-Picardie.
La commune est traversée par deux cours d'eau :
- la Lawe, cours d'eau naturel de 41 km, qui prend sa source dans la commune de Magnicourt-en-Comte et se jette dans la Lys au niveau de la commune de La Gorgue[4].

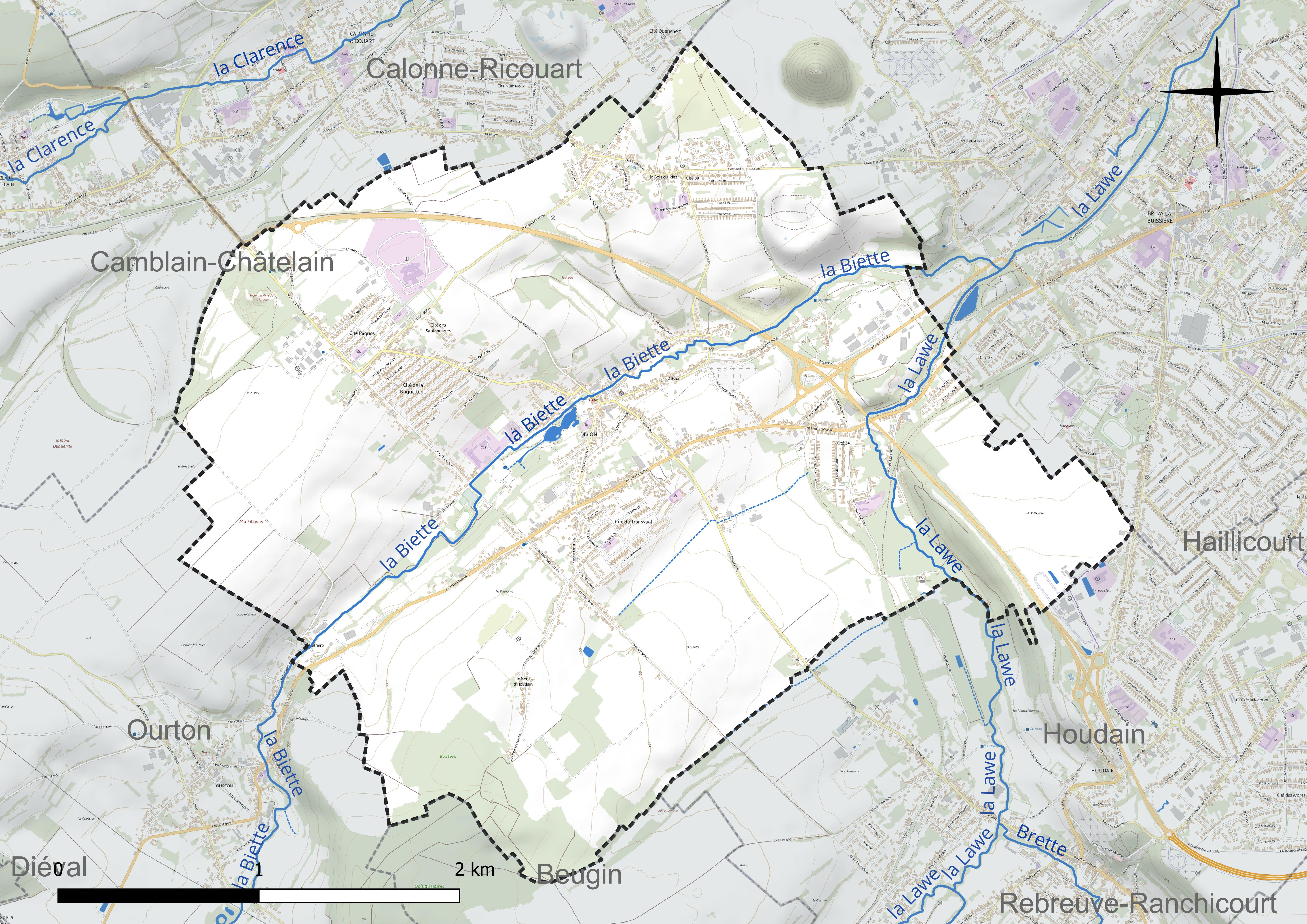
Réseau hydrographique de Divion.

- la Biette, d'une longueur de 9 km, qui prend sa source dans la commune de Diéval et qui se jette dans la Lawe au niveau de la commune de Bruay-la-Buissière[5].

### Climat
Pour des articles plus généraux, voir Climat des Hauts-de-France et Climat du Nord-Pas-de-Calais.
En 2010, le climat de la commune est de type climat océanique altéré, selon une étude du CNRS s'appuyant sur une série de données couvrant la période 1971-2000. En 2020, Météo-France publie une typologie des climats de la France métropolitaine dans laquelle la commune est exposée à un climat océanique et est dans la région climatique Côtes de la Manche orientale, caractérisée par un faible ensoleillement (1 550 h/an) ; forte humidité de l’air (plus de 20 h/jour avec humidité relative > 80 % en hiver), vents forts fréquents.
Pour la période 1971-2000, la température annuelle moyenne est de 10,2 °C, avec une amplitude thermique annuelle de 13,5 °C. Le cumul annuel moyen de précipitations est de 819 mm, avec 13 jours de précipitations en janvier et 8,3 jours en juillet. Pour la période 1991-2020, la température moyenne annuelle observée sur la station météorologique la plus proche, située sur la commune de Lillers à 10 km à vol d'oiseau, est de 11,1 °C et le cumul annuel moyen de précipitations est de 731,5 mm,. Pour l'avenir, les paramètres climatiques de la commune estimés pour 2050 selon différents scénarios d'émission de gaz à effet de serre sont consultables sur un site dédié publié par Météo-France en novembre 2022.

### Milieux naturels et biodiversité

#### Zone naturelle d'intérêt écologique, faunistique et floristique
L’inventaire des zones naturelles d'intérêt écologique, faunistique et floristique (ZNIEFF) a pour objectif de réaliser une couverture des zones les plus intéressantes sur le plan écologique, essentiellement dans la perspective d’améliorer la connaissance du patrimoine naturel national et de fournir aux différents décideurs un outil d’aide à la prise en compte de l’environnement dans l’aménagement du territoire.
Le territoire communal comprend une ZNIEFF de type 1 : les coteaux et bois d'Ourton. Situé dans la région de Béthune (Artois septentrional), ce site fait partie des derniers paysages naturels et semi-naturels de ce territoire très marqué par  l’agriculture intensive, l’urbanisation et l’exploitation minière.

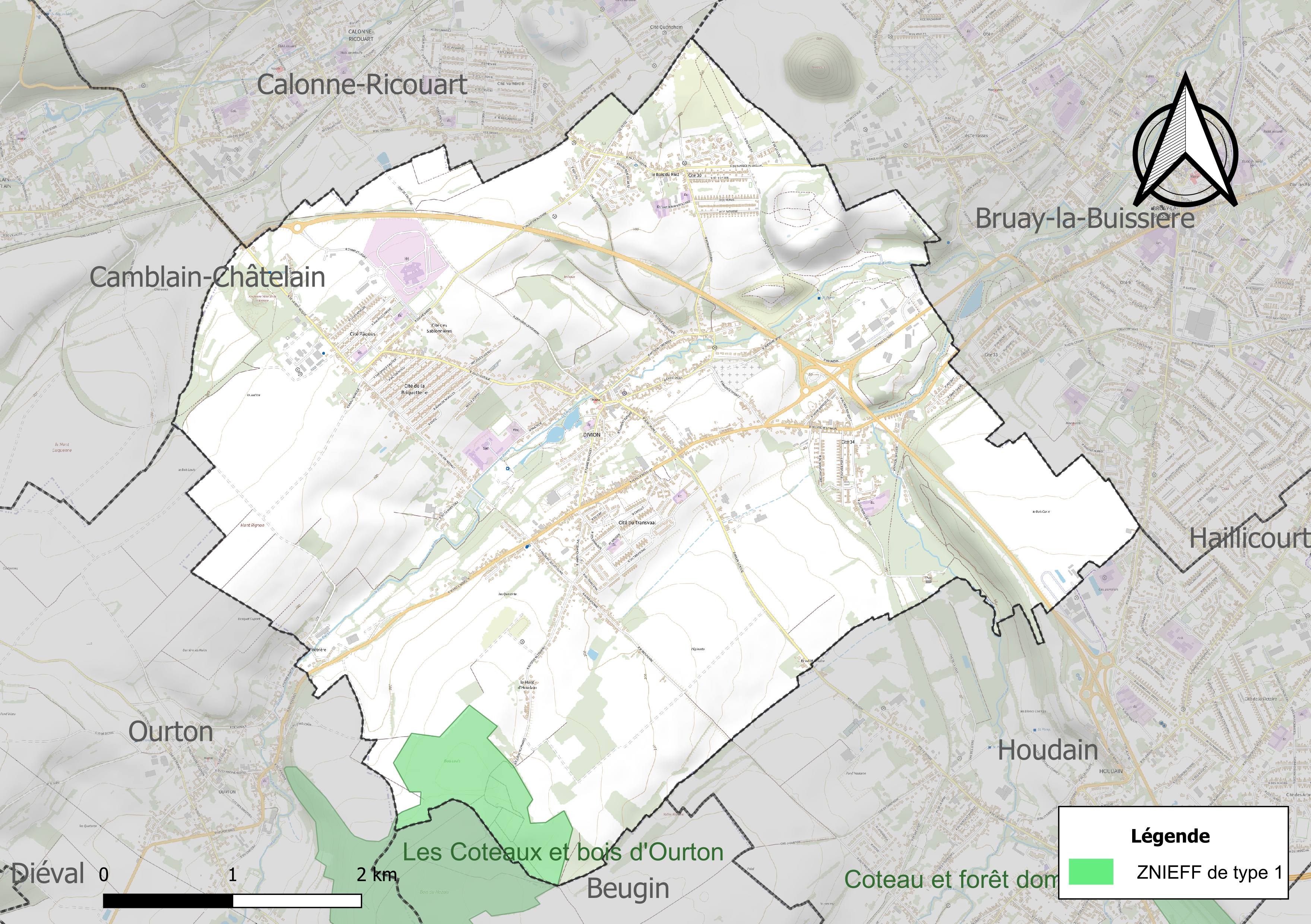
Carte de la ZNIEFF sur la commune.

#### Espèces faunistiques et floristiques
L’Inventaire national du patrimoine naturel (INPN) recense plusieurs espèces faunistiques et floristiques sur le territoire de la commune dont certaines sont protégées et d’autres menacées et quasi-menacées.

## Urbanisme

### Typologie
Au 1er janvier 2024, Divion est catégorisée ceinture urbaine, selon la nouvelle grille communale de densité à sept niveaux définie par l'Insee en 2022.
Elle appartient à l'unité urbaine de Béthune, une agglomération inter-départementale regroupant 94  communes, dont elle est une commune de la banlieue,,. Par ailleurs la commune fait partie de l'aire d'attraction d'Auchel - Lillers, dont elle est une commune du pôle principal,. Cette aire, qui regroupe 29 communes, est catégorisée dans les aires de 50 000 à moins de 200 000 habitants,.

### Occupation des sols
L'occupation des sols de la commune, telle qu'elle ressort de la base de données européenne d’occupation biophysique des sols Corine Land Cover (CLC), est marquée par l'importance des territoires agricoles (57,2 % en 2018), en diminution par rapport à 1990 (58,4 %). La répartition détaillée en 2018 est la suivante : 
terres arables (54,7 %), zones urbanisées (28,2 %), forêts (6,7 %), zones industrielles ou commerciales et réseaux de communication (3,6 %), mines, décharges et chantiers (2,8 %), prairies (2,4 %), espaces verts artificialisés, non agricoles (1,5 %). L'évolution de l’occupation des sols de la commune et de ses infrastructures peut être observée sur les différentes représentations cartographiques du territoire : la carte de Cassini (XVIIIe siècle), la carte d'état-major (1820-1866) et les cartes ou photos aériennes de l'IGN pour la période actuelle (1950 à aujourd'hui).

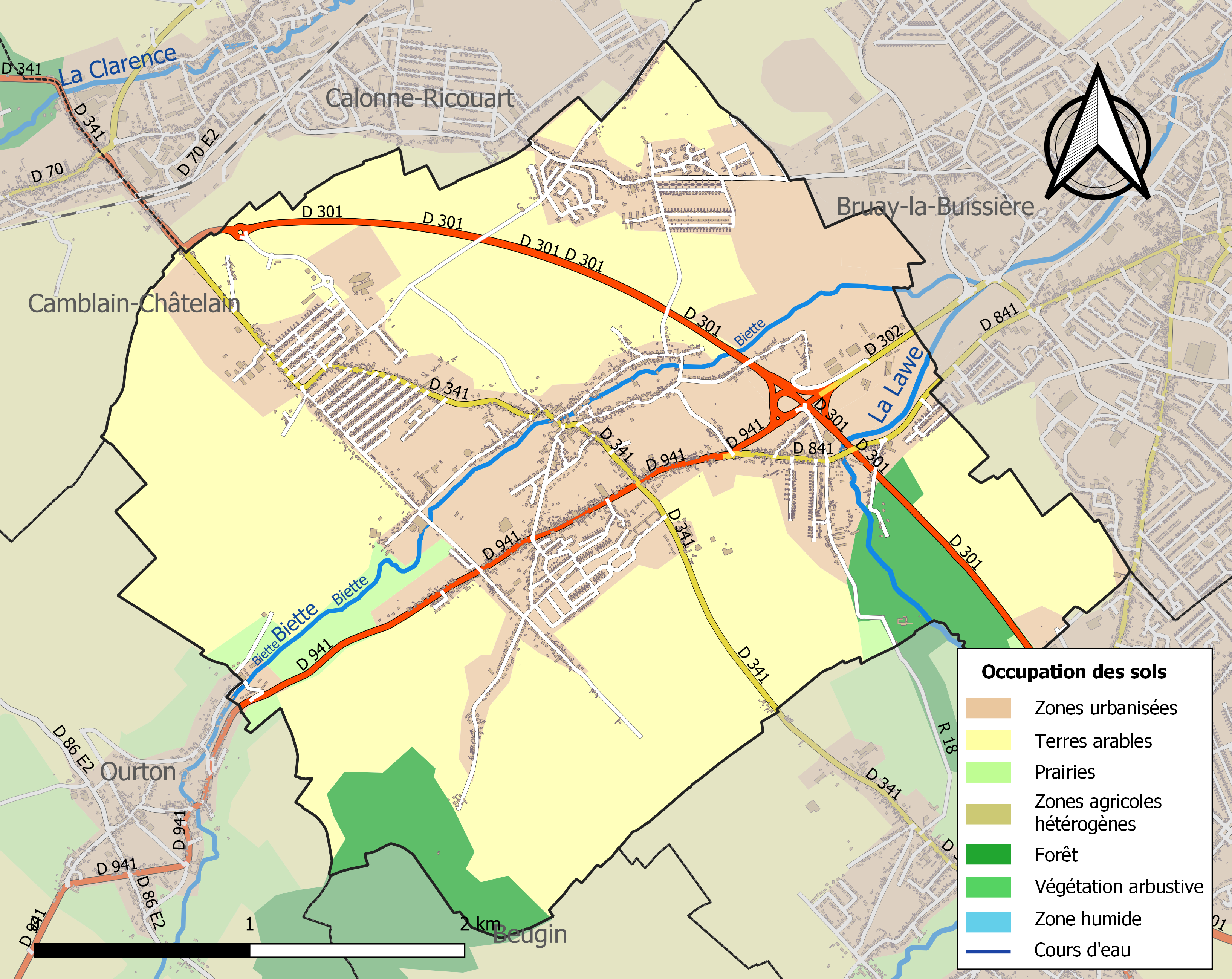
Carte des infrastructures et de l'occupation des sols de la commune en 2018 (CLC).

### Logement
En 2021, le nombre total de logements dans la commune était de 3 234, alors qu'il était de 3 154 en 2015 et de 3 201 en 2010
, soit une progression du nombre total de logements de 1 % depuis 2010.
Parmi ces 3 234 logements, 90,5 % étaient des résidences principales, (soit 2 926 logements), 0,8 % des résidences secondaires et 8,7 % des logements vacants. Ces logements étaient pour 91,9 % d'entre eux des maisons individuelles et pour 6,8 % des appartements.
Sur les 2 926 résidences principales, 43,7 % sont occupées par des propriétaires,  54,6 % par des locataires et 1,7 % par des personnes logées gratuitement.
Le tableau ci-dessous présente la typologie des logements à Divion en 2021 en comparaison avec celle du Pas-de-Calais et de la France entière. Une caractéristique marquante du parc de logements est ainsi la faible proportion des résidences secondaires et logements occasionnels (0,8 %) par rapport au département (6,5 %) et à la France entière (9,7 %) ainsi que d'une proportion de logements vacants (8,7 %) supérieure à celle du département (7,3 %) et de la France entière (8,1 %).
| Typologie                                               | Divion | Pas-de-Calais | France entière |
| ------------------------------------------------------- | ------ | ------------- | -------------- |
| Résidences principales (en %)                           | 90,5   | 86,1          | 82,2           |
| Résidences secondaires et logements occasionnels (en %) | 0,8    | 6,5           | 9,7            |
| Logements vacants (en %)                                | 8,7    | 7,3           | 8,1            |

### Voies de communication et transports

#### Voies de communication
La commune est desservie par la route départementale 341 dite chaussée Brunehaut reliant Arras à Thérouanne. Cependant l'agglomération n'est pas sur le tracé de la chaussée Brunehaut (ancienne voie romaine), mais sur une dérivation.

#### Transports
La commune est desservie par plusieurs lignes des réseaux Tadao et Oscar,.
La gare TER la plus proche est celle de Calonne-Ricouart située à 2 kilomètres.
La gare TGV la plus proche est celle de Béthune située à 17 kilomètres.
Les aérodromes les plus proches de la commune sont ceux de Lens-Bénifontaine, situé à 27 kilomètres, et de Merville-Calonne situé à 33 kilomètres.

## Toponymie
Le nom de la localité est attesté sous les formes Divions en 1058 ; Divion en 1131 ; Dyvion en 1223 ; Dovion en 1250 ; Divio en 1315 ; Divyon en 1515 ; Devion en 1469 ; Divion en 1793 et depuis 1801.
Ce toponyme a le sens de « la croisée des chemins », du latin duœ (deux) et vion (« je vais »), le village se trouvait à l'intersection des chemins que forme la route romaine de Arras à Thérouanne avec celle de Saint-Pol à Béthune.

## Histoire

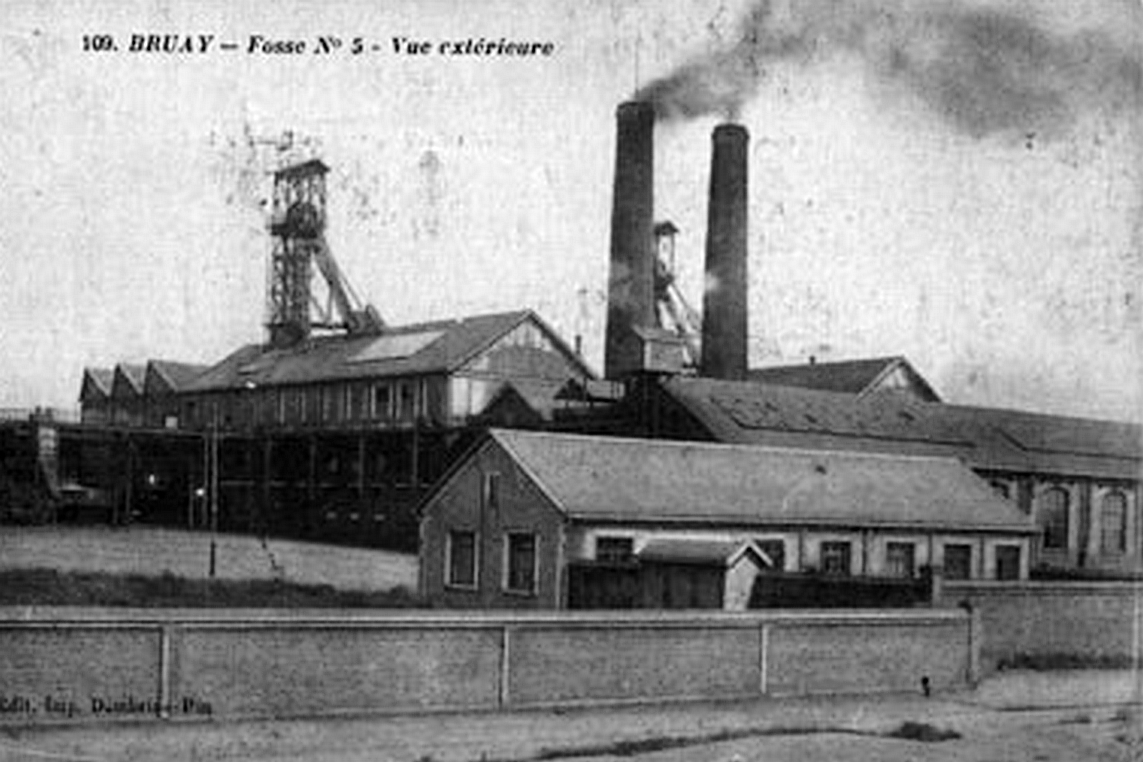
Fosse no 5 des mines de Bruay à Divion avant la modernisation.

En 1579, la seigneurie de Divion fait partie des possessions d'Oudard de Bournonville, nommé comte d'Hénin-Liétard, lequel possède de nombreux autres biens et titres : gentilhomme de la bouche du roi (maître d'hôtel du roi), chef d'une bande d'hommes d'armes, gouverneur et capitaine des ville et cité d'Arras, capitaine d'une compagnie de chevau-légers.
Divion a donné son nom à une famille de nobles. En 1600, Ponthus de Divion est fait chevalier.
Ponthus de Divion, écuyer, seigneur d'Oppy, Cantherine et Gouvernyes est fait chevalier le 14 août 1600 par lettres données à Bruxelles. Il effectue une carrière militaire : il a été à  la suite du comte de Fuentes à la prise du Châtelet, à la bataille devant la ville de Doullens, aux prises de Cambrai, de Calais et d'Ardres. Servant à ses frais, avec 4 ou 5 chevaux, il a été au secours d'Amiens comme guidon de la compagnie d'ordonnances du duc d'Aerschot, et nommé ensuite enseigne de cette compagnie de 50 hommes d'armes. Il est, en 1600, commandant en qualité de lieutenant du comte de Bucquoy.
En 1912, au niveau de la fosse no 1 - 1 bis des mines de La Clarence située sur le territoire de la commune se produit une explosion de grisou entraînant la mort de 79 personnes. Le député-maire de Lens, Émile Basly, dénonce alors « la mine féroce, la mine hideuse ».

## Politique et administration

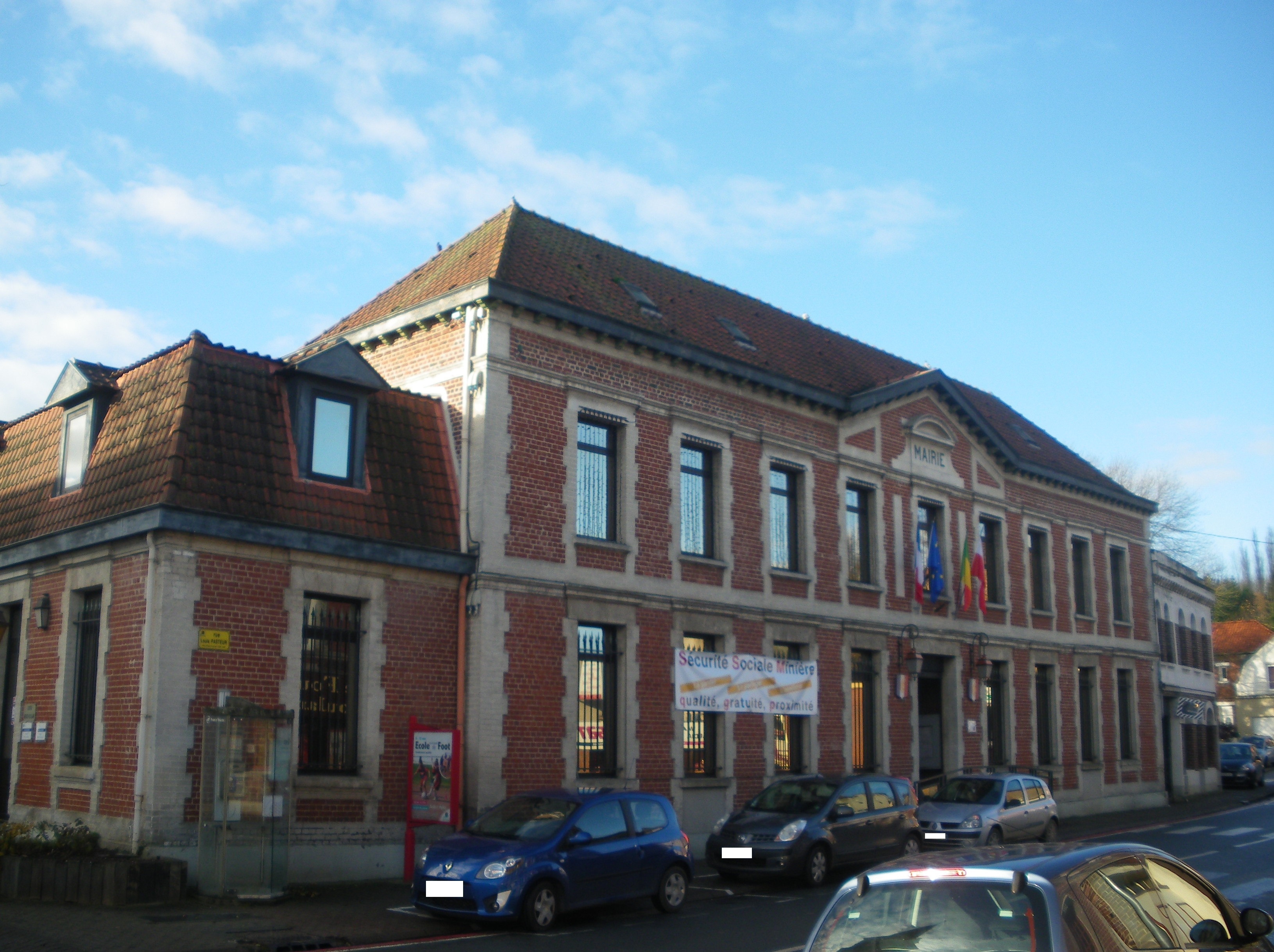
La mairie.

### Découpage territorial
La commune se trouve dans l'arrondissement de Béthune du département du Pas-de-Calais.

#### Commune et intercommunalités
La commune est membre de la communauté d'agglomération de Béthune-Bruay, Artois-Lys Romane qui regroupe 100 communes et totalise 275 327 habitants en 2021.

#### Circonscriptions administratives
La commune est rattachée au canton d'Auchel.

#### Circonscriptions électorales
Pour l'élection des députés, la commune fait partie de la dixième circonscription du Pas-de-Calais.

### Élections municipales et communautaires

#### Élections municipales 2020
- Maire sortant : Jacky Lemoine (DVG)
- 29 sièges à pourvoir au conseil municipal (population légale 2017 : 6 978 habitants)
- 3 sièges à pourvoir au conseil communautaire (CA de Béthune-Bruay, Artois-Lys Romane)

|                          |                          |                          |              |              |        |        |  |  |  |
| Tête de liste            | Tête de liste            | Liste                    | Premier tour | Premier tour | Sièges | Sièges |  |  |  |
| Tête de liste            | Tête de liste            | Liste                    | Voix         | %            | CM     | CC     |  |  |  |
|                          | Jacky Lemoine            | DVG                      | 1 376        | 59,98        | 24     | 2      |  |  |  |
|                          | Danièle Seux             | DVG                      | 700          | 30,51        | 4      | 1      |  |  |  |
|                          | Benoît Penet             | SE                       | 218          | 9,51         | 1      | 0      |  |  |  |
|                          |                          |                          |              |              |        |        |  |  |  |
| Votes valides            | Votes valides            | Votes valides            | 2 294        | 97,80        |        |        |  |  |  |
| Votes blancs             | Votes blancs             | Votes blancs             | 16           | 0,68         |        |        |  |  |  |
| Votes nuls               | Votes nuls               | Votes nuls               | 38           | 1,52         |        |        |  |  |  |
| Total                    | Total                    | Total                    | 2 348        | 100          | 29     | 3      |  |  |  |
| Abstention               | Abstention               | Abstention               | 2 775        | 54,17        |        |        |  |  |  |
| Inscrits / participation | Inscrits / participation | Inscrits / participation | 5 123        | 45,83        |        |        |  |  |  |

#### Liste des maires
| Période         | Période                       | Identité              | Étiquette | Qualité |
| --------------- | ----------------------------- | --------------------- | --------- | --- |
| 31 janvier 1945 | avril 1945                    | Aristide Barras       | SFIO      | |
| avril 1945      | octobre 1947                  | Ambroise Chatelain    | PCF       | Ouvrier mineur |
| 27 octobre 1947 | mai 1953                      | Gaston Bouchind'homme | SFIO      | |
| mai 1953        | janvier 1992                  | Roland Cressent       | PCF       | Ouvrier mineur Conseiller général d'Houdain (1959 → 1985) Décédé en fonction                                                                 |
| 1992            | mai 2005                      | Jacques Ducourant     | PCF       | Employé Démissionnaire |
| mai 2005        | mars 2014                     | Danièle Seux          | PCF       | Adjointe au maire (1989 → 2005) Conseillère départementale d'Auchel (2015 → 2020) 12e vice-présidente du conseil départemental (2015 → 2020) |
| mars 2014       | En cours (au 11 février 2022) | Jacky Lemoine         | DVG       | Technicien, Réélu pour le mandat 2020-2026,                                                                                                  |

### Jumelages
| Ville | Ville       | Pays | Pays    | Période     |
| ----- | ----------- | ---- | ------- | ----------- |
|       | Kościelisko |      | Pologne | depuis 2018 |

## Population et société

### Démographie
Les habitants sont appelés les Divionnais.

#### Évolution démographique
L'évolution du nombre d'habitants est connue à travers les recensements de la population effectués dans la commune depuis 1793. Pour les communes de moins de 10 000 habitants, une enquête de recensement portant sur toute la population est réalisée tous les cinq ans, les populations de référence des années intermédiaires étant quant à elles estimées par interpolation ou extrapolation. Pour la commune, le premier recensement exhaustif entrant dans le cadre du nouveau dispositif a été réalisé en 2007.

En 2022, la commune comptait 6 830 habitants, en évolution de −1,09 % par rapport à 2016 (Pas-de-Calais : −0,72 %, France hors Mayotte : +2,11 %).
| 1793 | 1800 | 1806 | 1821 | 1831 | 1836 | 1841 | 1846 | 1851 |
| ---- | ---- | ---- | ---- | ---- | ---- | ---- | ---- | ---- |
| 478  | 419  | 474  | 512  | 548  | 568  | 585  | 610  | 613  |

| 1856 | 1861 | 1866 | 1872 | 1876 | 1881 | 1886 | 1891  | 1896  |
| ---- | ---- | ---- | ---- | ---- | ---- | ---- | ----- | ----- |
| 615  | 641  | 649  | 689  | 753  | 791  | 853  | 1 007 | 1 208 |

| 1901  | 1906  | 1911  | 1921  | 1926   | 1931   | 1936  | 1946   | 1954   |
| ----- | ----- | ----- | ----- | ------ | ------ | ----- | ------ | ------ |
| 1 750 | 4 081 | 4 631 | 6 502 | 10 320 | 10 156 | 9 625 | 10 200 | 11 187 |

| 1962   | 1968   | 1975  | 1982  | 1990  | 1999  | 2006  | 2007  | 2012  |
| ------ | ------ | ----- | ----- | ----- | ----- | ----- | ----- | ----- |
| 11 300 | 10 407 | 8 588 | 8 125 | 7 642 | 7 150 | 6 960 | 6 935 | 6 812 |

| 2017  | 2022  | - | - | - | - | - | - | - |
| ----- | ----- | - | - | - | - | - | - | - |
| 6 978 | 6 830 | - | - | - | - | - | - | - |

#### Pyramide des âges
La population de la commune est relativement jeune.
En 2018, le taux de personnes d'un âge inférieur à 30 ans s'élève à 39,4 %, soit au-dessus de la moyenne départementale (36,7 %). À l'inverse, le taux de personnes d'âge supérieur à 60 ans est de 23,7 % la même année, alors qu'il est de 24,9 % au niveau départemental.
En 2018, la commune comptait 3 360 hommes pour 3 617 femmes, soit un taux de 51,84 % de femmes, légèrement supérieur au taux départemental (51,5 %).
Les pyramides des âges de la commune et du département s'établissent comme suit.
| Hommes | Classe d’âge | Femmes |
| ------ | ------------ | ------ |
| 0,3    | 90 ou +      | 1,8    |
| 5,6    | 75-89 ans    | 9,4    |
| 14,4   | 60-74 ans    | 15,7   |
| 18,7   | 45-59 ans    | 17,4   |
| 18,7   | 30-44 ans    | 19,0   |
| 19,6   | 15-29 ans    | 17,2   |
| 22,7   | 0-14 ans     | 19,5   |

| Hommes | Classe d’âge | Femmes |
| ------ | ------------ | ------ |
| 0,5    | 90 ou +      | 1,6    |
| 5,6    | 75-89 ans    | 8,9    |
| 16,7   | 60-74 ans    | 18,1   |
| 20,2   | 45-59 ans    | 19,2   |
| 18,9   | 30-44 ans    | 18,1   |
| 18,2   | 15-29 ans    | 16,2   |
| 19,9   | 0-14 ans     | 17,9   |

## Économie

### Revenus de la population et fiscalité
En 2021, la commune compte 2 865 ménages fiscaux, regroupant 6 666 personnes.
Le revenu fiscal médian par ménage, le taux de pauvreté des ménages et la part des ménages fiscaux imposés de la commune, du département du Pas-de-Calais et de la métropole sont les suivants :
- le revenu fiscal médian par ménage de la commune est de 17 560 €, inférieur à celui du département du Pas-de-Calais (20 720 €) et inférieur à celui de la France métropolitaine (23 080 €)[Insee 6],[Insee 7],[Insee 8] ;
- le taux de pauvreté des ménages de la commune est de 30 %, de 18,4 % au niveau du département et de 14,9 % au niveau de la métropole[Insee 9],[Insee 10],[Insee 11] ;
- la part des ménages fiscaux imposés dans la commune est de 32 %, de 44,1 % au niveau du département et de 53,4 % au niveau de la métropole[Insee 6],[Insee 7],[Insee 8].

## Culture locale et patrimoine

### Lieux et monuments

#### Patrimoine mondial
Depuis le 30 juin 2012, la valeur universelle et historique du bassin minier du Nord-Pas-de-Calais est reconnue et inscrite sur la liste du patrimoine mondial de l’UNESCO. Parmi les 353 sites, répartis sur 109 lieux inclus dans le périmètre du bassin minier, le site no 94 de Divion est constitué de la cité pavillonnaire des musiciens bis à Divion et Bruay-la-Buissière, des cités de la fosse no 5 - 5 bis des mines de Bruay,.

La cité des musiciens bis
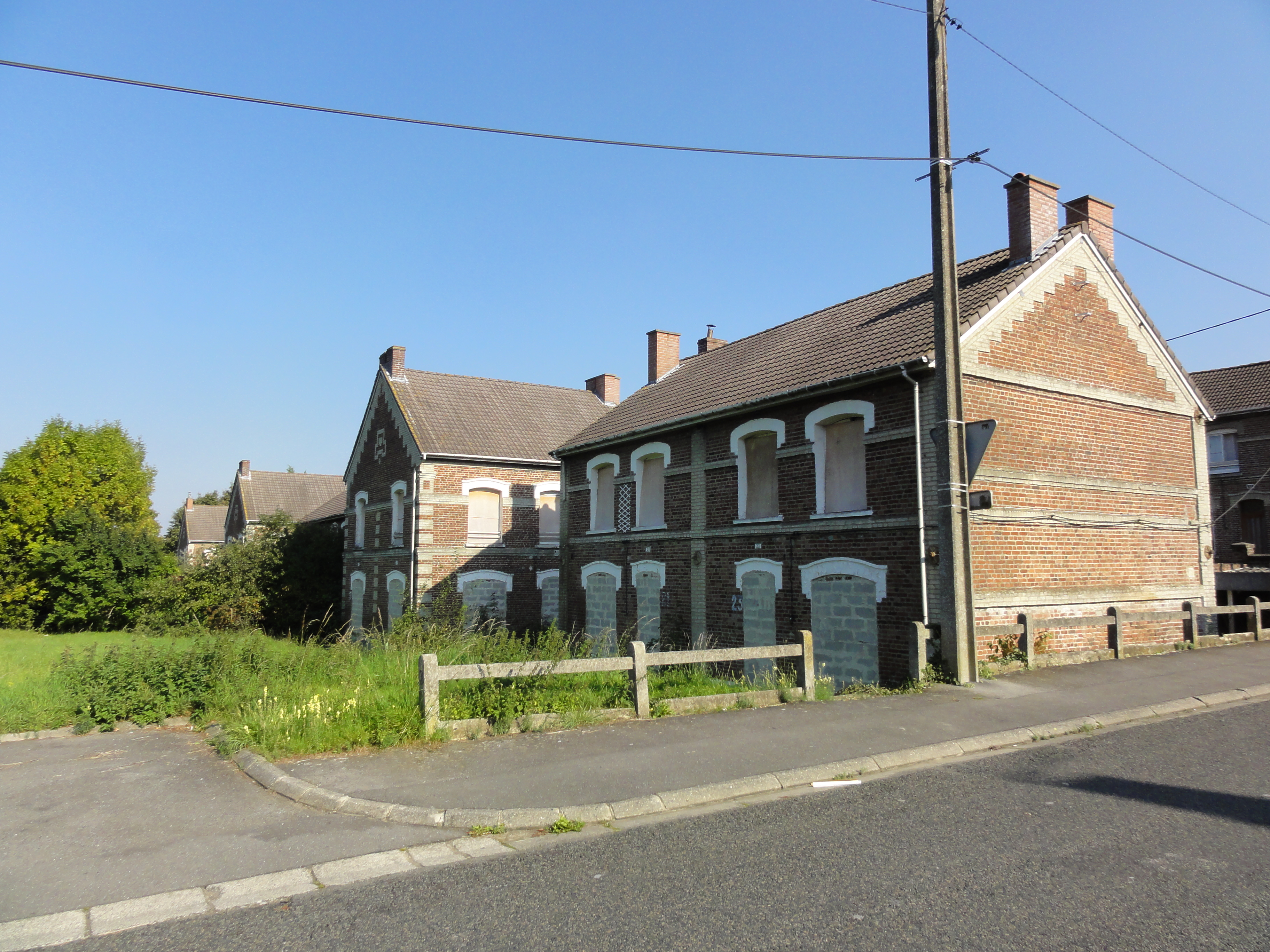
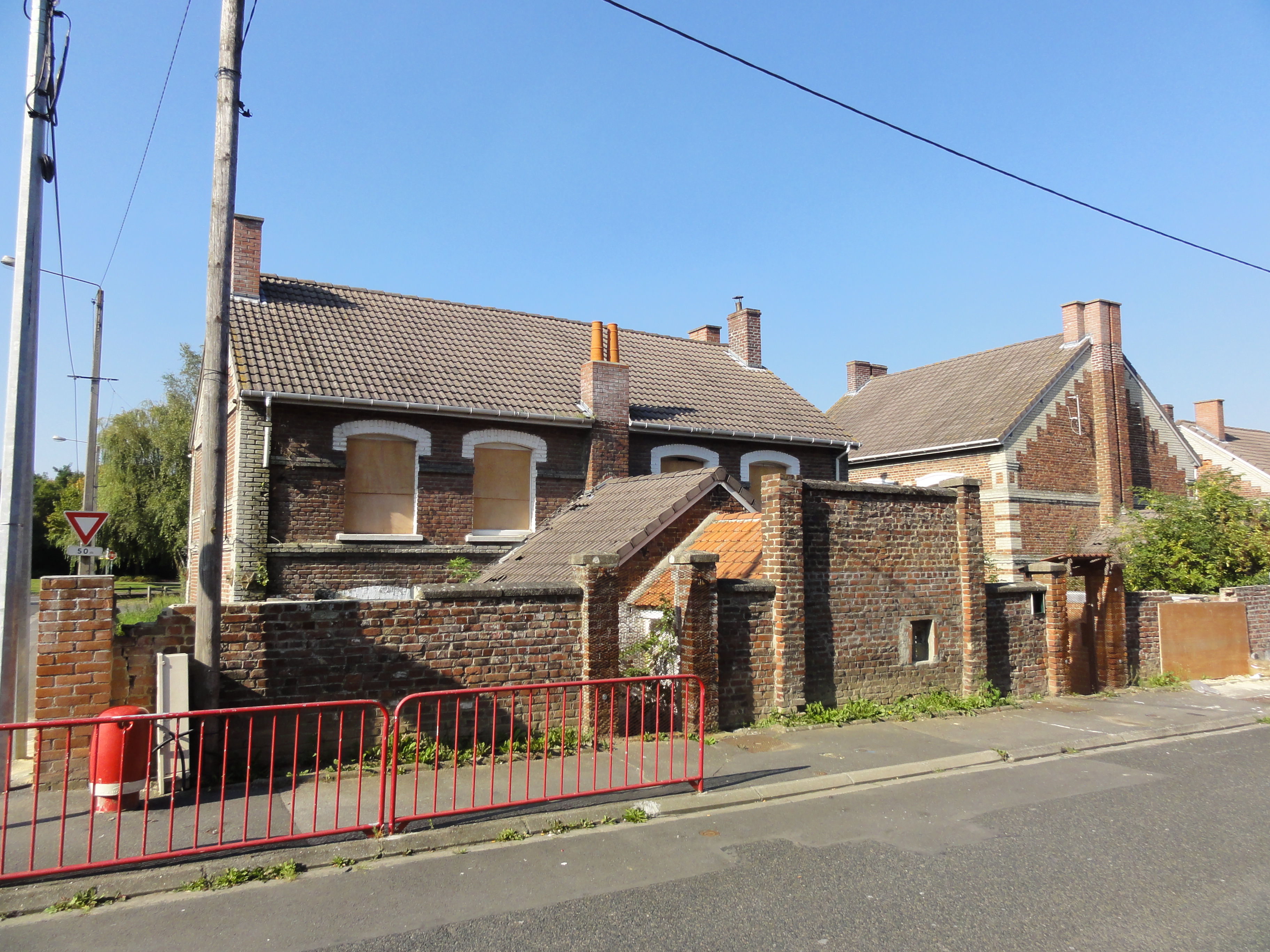
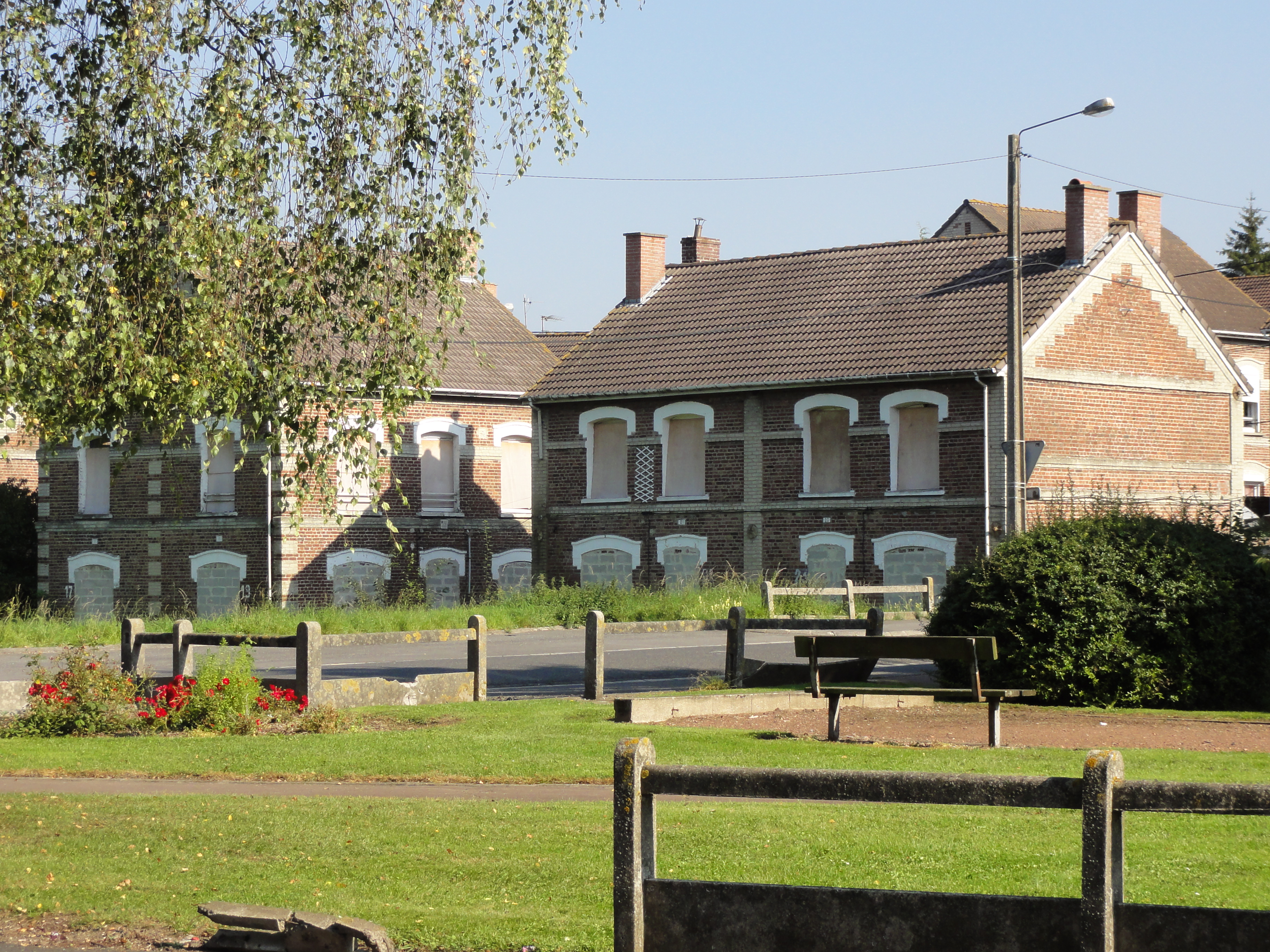

#### Monument historique
- La croix de grès, datant du XVIe siècle, fait l’objet d’une inscription au titre des monuments historiques depuis le 18 août 1988[45].

#### Autres lieux et monuments
- Le monument aux morts[46].
- L'église Saint-Martin.

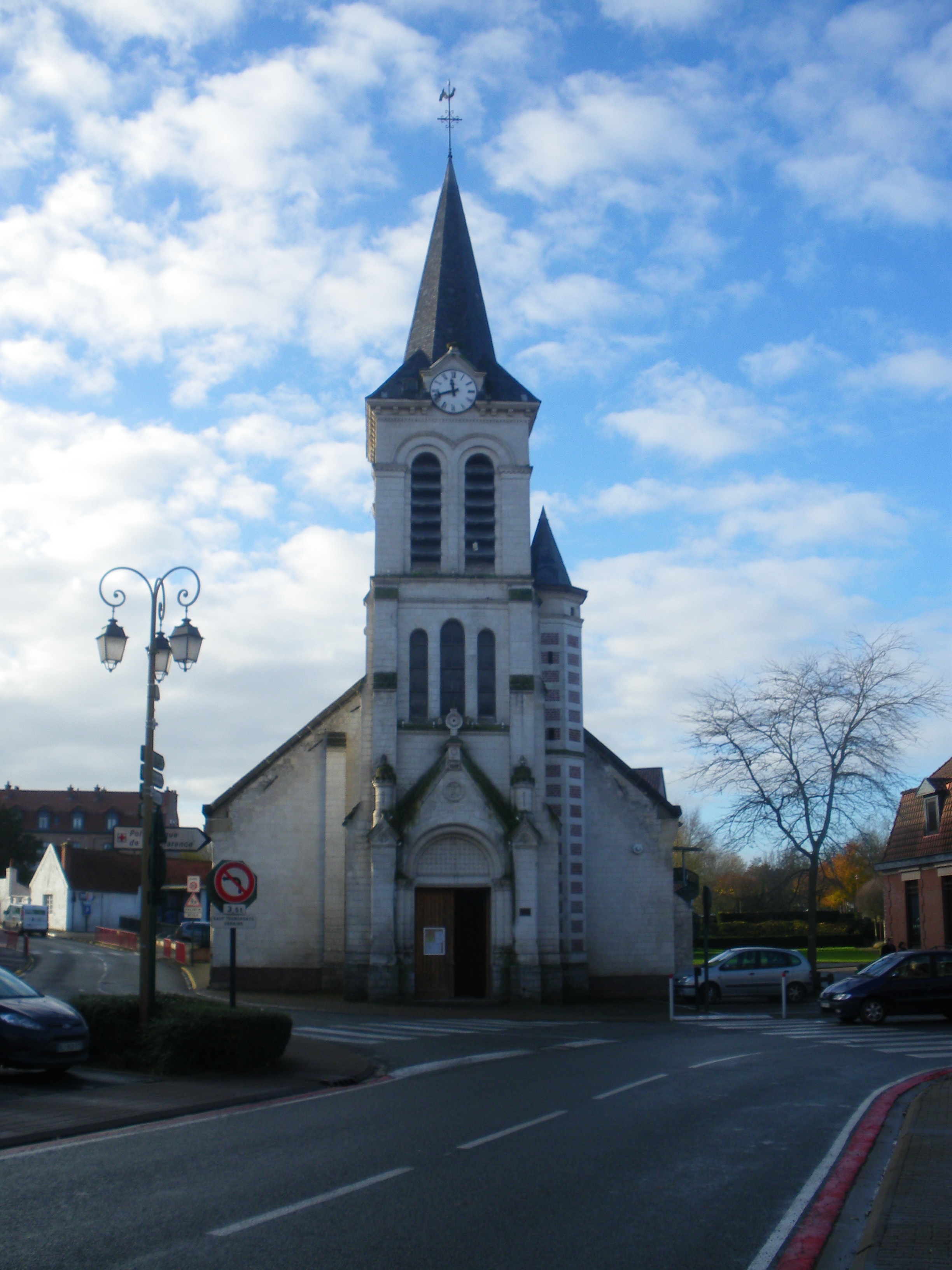
L'église.
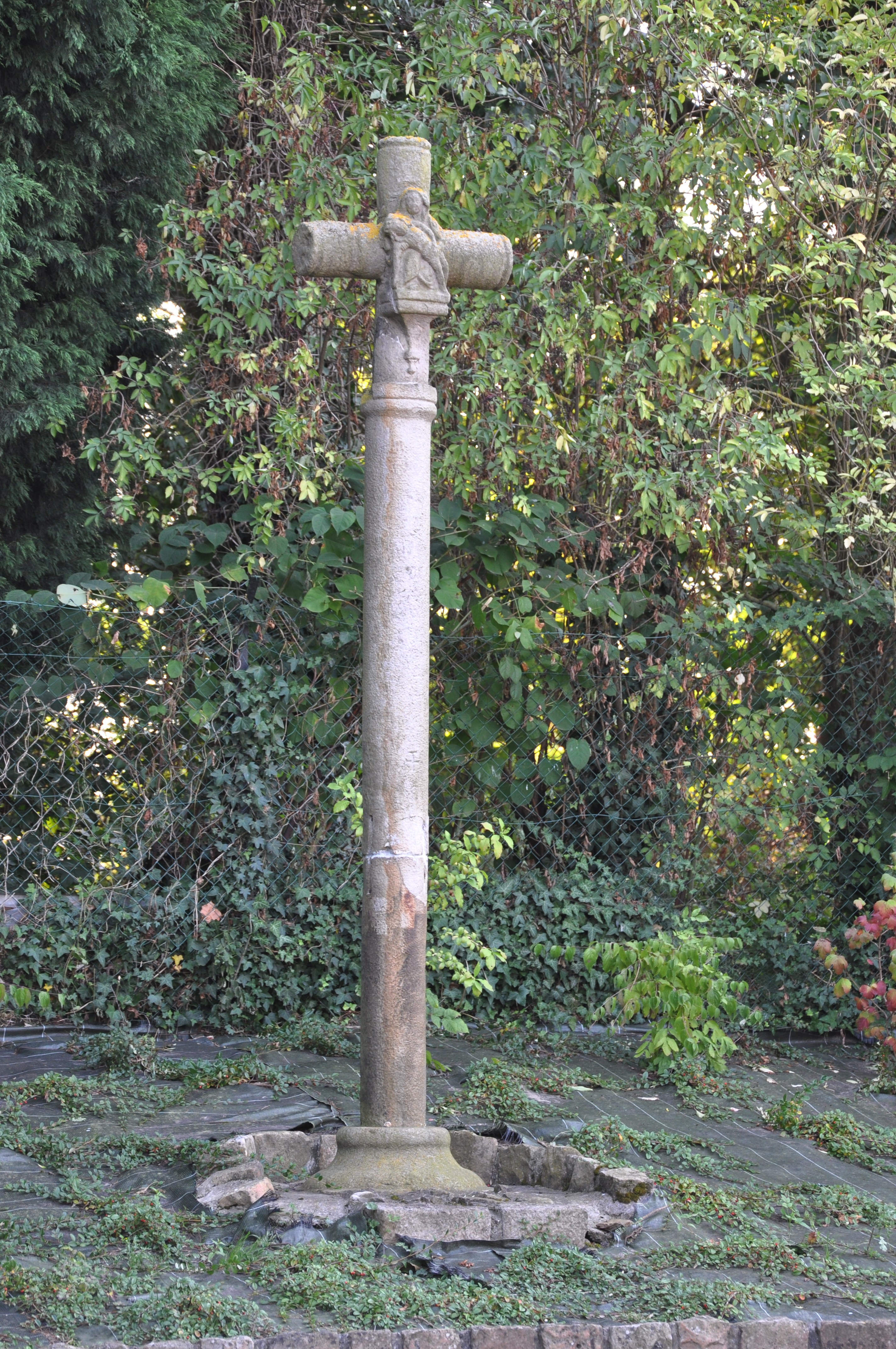
La croix de grès.

#### Stolpersteine
Afin de rendre hommage aux victimes du nazisme, les Stolpersteine ou pavés de mémoire sont installés dans le trottoir devant leur dernier domicile. À l'initiative de l'association Stolpersteine Nord-Pas-de-Calais un pavé a été posé pour rendre hommage au résistant déporté Marcel Sevin.

### Personnalités liées à la commune
- Jeanne de Divion, XIVe siècle, aventurière, morte sur le bûcher.
- Simon Zimny (1927-2007), footballeur, né à Divion.
- Jacques Accambray (1950-), athlète, né à Divion.

### Héraldique
| Blason de Divion | Blason  | De gueules au lion d'argent. |
| Blason de Divion | Détails | Hugues, chevalier, seigneur de Divion, portait sur son sceau, en 1342, un écu au lion. Contrairement à ce que commente l'Armorial du Pas-de-Calais (1996, tome II), ce lion n'est pas le lion d'Artois et le blason de Divion est bien un blason d'inspiration seigneuriale. Le statut officiel du blason reste à déterminer. |

## Pour approfondir

#### Bases de données, dictionnaires et encyclopédies
- Ressources relatives à la géographie :   - Insee (communes)
  - Ldh/EHESS/Cassini
- Ressource relative à plusieurs domaines :   - Annuaire du service public français
- Notices d'autorité :   - BnF (données)